# زرقطن
زرقطن (به فرانسوی: Zerkten) یک شهرک در مراکش است که در استان حوز واقع شده‌است. زرقطن ۱۹٬۱۵۴ نفر جمعیت دارد.